# Ángela Molina
Pour les articles homonymes, voir Molina et Tejedor.
Ángela Molina (de son nom complet Ángela Molina Tejedor) est une actrice espagnole née le 5 octobre 1955 à Madrid (Espagne). Elle est la fille du chanteur de flamenco espagnol Antonio Molina et mère de l'actrice Olivia Molina.
Elle est à ce jour l'une des huit actrices à avoir reçu le prix national de Cinématographie du ministère espagnol de la Culture, avec Carmen Maura, Rafaela Aparicio, María Luisa Ponte, Marisa Paredes, Mercedes Sampietro, Maribel Verdú et Penélope Cruz.

## Biographie
Fille de l'acteur Antonio Molina, elle fait ses débuts au théâtre dans Une maison de poupée d’Henrik Ibsen, et au cinéma en 1974 dans No matarás. Elle atteint la notoriété trois ans plus tard avec le rôle de Conchita dans Cet obscur objet du désir de Luis Buñuel, qu'elle partage avec Carole Bouquet. 
Elle tourne ensuite pour de grands réalisateurs, espagnols tels Manuel Gutiérrez Aragón (Démons dans le jardin, L'Autre Moitié du ciel) et Pedro Almodóvar (En chair et en os, Étreintes brisées), italiens tels Luigi Comencini (Le Grand Embouteillage) et Marco Bellocchio (L'Inconnue, Baarìa). Dans 1492 : Christophe Colomb de Ridley Scott, elle incarne Beatriz Enríquez de Arana, fiancée du navigateur.
En 2000, elle joue dans El mar d'Agustí Villaronga.
Plus récemment, on l'a vue dans The Way, la route ensemble, Blancanieves et Loin des hommes
En 2015, elle intègre la distribution de la série Velvet, l'une des séries préférées des Espagnols, diffusée en Espagne sur Antena 3 et en France sur Téva.
En 2024, elle joue le rôle de Claudia dans le film Polvo serán de Carlos Marqués-Marcet, coécrit par Clara Roquet.

## Filmographie

### Cinéma
- 1975 : No quiero perder la honra d'Eugenio Martin : Isabel
- 1975 : No mataras de César Fernández Ardavin : Lucia
- 1975 : Las protegidas de Francisco Lara Polop : Elena
- 1976 : Les Longues vacances de 36 (Las largas vacaciones del 36) de Jaime Camino : Encarna
- 1976 : El hombre que supo amar de Miguel Picazo : Jazmin
- 1976 : La Ville brûlée (La ciutat cremada) d'Antoni Ribas : Roser Palau
- 1977 : Camada negra de Manuel Gutiérrez Aragón : Rosa
- 1977 : Cet obscur objet du désir de Luis Buñuel : Conchita (rôle partagé avec Carole Bouquet)
- 1977 : A un dios desconocido de Manuel Gutiérrez Aragón : Soledad jeune
- 1977 : Viva/muera Don Juan Tenorio de Tomás Aznar : Inés
- 1977 : Nunca es tarde de Jaime de Armiñan : Teresa
- 1978 : Les Epaves du naufrage (Los restos del naufragio) de Ricardo Franco : Adelaida / Maria
- 1978 : La portentosa vida del pare Vicent de Carles Mira : la possédée
- 1979 : Le Grand Embouteillage (L'ingorgo) de Luigi Comencini : Martina
- 1979 : Opération Ogre (Ogro) de Gillo Pontecorvo : Amaiur
- 1979 : Le Cœur de la forêt (El corazón del bosque) de Manuel Gutiérrez Aragón : Amparo
- 1979 : La sabina de José Luis Borau : Pepa
- 1979 : Les Bonnes nouvelles (Buone notizie) d'Elio Petri : Amaiur
- 1980 : Kaltgestellt de Bernhard Sinkel : Franziska Schwarz
- 1982 : Les Yeux, la Bouche de Marco Bellocchio : Wanda
- 1982 : Démons dans le jardin (Demonios en el jardín) de Manuel Gutiérrez Aragón : Angela
- 1983 : Plus rien à perdre (Dies rigorose Leben) de Vadim Glowna : Rosa
- 1983 : Bearn o la sala de las muñecas de Jaime Chavarri : Xima
- 1985 : Bras de fer de Gérard Vergez : Camille Delancourt
- 1985 : Fuego eterno de José Ángel Rebolledo : Gabrielle
- 1986 : Camorra (Un complicato intrigo di donne, vicoli e delitti) de Lina Wertmüller : Annunziata
- 1986 : Les Chemins de la gloire (Streets of Gold) de Joe Roth : Elena Gitman
- 1986 : L'Autre Moitié du ciel (La mitad del cielo) de Manuel Gutiérrez Aragón : Rosa
- 1986 : El río de oro de Jaime Chávarri : Laura
- 1986 : Lola de Bigas Luna : Lola
- 1987 : La sposa era bellissima de Pal Gabor : Maria
- 1987 : Fuegos d'Alfredo Arias : Adela
- 1987 : Laura, del cielo llega la noche de Gonzalo Herralde : Laura
- 1988 : Luces y sombras de Jaime Camino : Charo
- 1988 : Via Paradiso de Luciano Odorisio : Giulia
- 1989 : Le Marquis d'Esquilache (Esquilache) de Josefina Molina : Fernanda
- 1989 : Les Choses de l'amour (Las cosas del querer) de Jaime Chávarri : Pepita
- 1989 : Barroco de Paul Leduc : la séfarade
- 1989 : La Barbare de Mireille Darc : Alice
- 1990 : Los angeles de Jacob Berger : Natacha
- 1990 : Volevo i pantaloni de Maurizio Ponzi : Zia Vannina
- 1990 : Rio Negro d'Atahualpa Lichy : Maria Fernanda Osuña
- 1990 : Les Cavaliers de la gloire (La batalla de los tres reyes) de Souheil Ben Barka et Uchkun Nazarov : Sophie
- 1990 : Sandino de Miguel Littin : Teresa Villatoro
- 1991 : Martes de carnaval de Fernando Bauluz et Pedro Carvajal : Maria del Campo 2a
- 1991 : L'Homme qui a perdu son ombre d'Alain Tanner : Maria
- 1991 : Le Voleur d'enfants de Christian de Chalonge : Desposoria
- 1992 : Una mujer bajo la lluvia de Gerardo Vera : Mercedes
- 1992 : Krapatchouk d'Enrique Gabriel : Lisa
- 1992 : 1492 : Christophe Colomb de Ridley Scott : Beatrix
- 1994 : Mal de amores de Carles Balagué : Carmen
- 1994 : Coitado do Jorge de Jorge Silva Melo : Ema
- 1994 : El baile de las animas de Pedro Carvajal : Adela
- 1994 : Les Yeux fermés (Con gli occhi chiusi) de Francesca Archibugi : Rebecca
- 1995 : Las cosas del querer 2a parte de Jaime Chavarri : Pepita
- 1995 : Oh, cielos de Ricardo Franco : Silvia

1995 : Gimlet de José Luis Acosta : Julia
- 1996 : Oedipo alcalde de Jorge Ali Triana : Jocaste
- 1997 : Le Temps des flamants roses (Sin querer) de Ciro Cappellari : Gloria
- 1997 : En chair et en os (Carne trémula) de Pedro Almodóvar : Clara
- 1998 : Le Vent en emporte autant (El viento se llevo lo que) d'Alejandro Agresti : Maria
- 2000 : El mar d'Agustí Villaronga : Carmen
- 2000 : Hollywood liste rouge (One of the Hollywood Ten) de Karl Francis : Rosaura Revueltas
- 2000 : Jara de Manuel Estudillo : Juana
- 2000 : Un delitto impossibile d'Antonello Grimaldi : Lauretta
- 2001 : L'Origine du monde de Jérôme Enrico : Anna
- 2001 : Sagitario de Vicente Molina Foix : Rosa
- 2001 : L'été d'Anna (Annas Sommer) de Jeanine Meerapfel : Anna Kastelano
- 2001 : Malefemmene de Fabio Conversi : Nunzia
- 2002 : Piedras de Ramon Salazar : Isabel
- 2002 : Carnages de Delphine Gleize : Alicia
- 2002 : Nowhere de Luis Sepúlveda
- 2003 : Al sur de Granada de Fernando Colomo : Doña Felicidad
- 2006 : El triunfo de Mireia Ros : Chata
- 2006 : L'Inconnue (La sconosciuta) de Giuseppe Tornatore : Lucrezia
- 2006 : Les Borgia (Los Borgia) d'Antonio Hernández : Vannozza Cattanei
- 2006 : La caja de J.C. Falcon : Eloisa
- 2007 : Le Mas des alouettes (La masseria delle allodole) de Paolo Taviani et Vittorio Taviani : Ismene
- 2007 : Anastezsi de Miguel Alcantud : Miriam
- 2008 : Un château en Espagne d'Isabelle Doval : Louna Marquès
- 2008 : 14, Fabian Road de Jaime de Armiñan : Palmira
- 2008 : Journal intime d'une nymphomane (Diario de una ninfomana) de Christian Molina : Cristina
- 2009 : Étreintes brisées (Los abrazos rotos) de Pedro Almodóvar : la mère de Lena
- 2009 : Trappola d'autore de Franco Salvia : Lorenza
- 2009 : Baaria de Giuseppe Tornatore : Sarina
- 2009 : Barberousse, l'empereur de la mort (Barbarossa) de Renzo Martinelli : Hildegarde de Bingen
- 2010 : The Way, la route ensemble (The Way) d'Emilio Estevez : Angelica
- 2010 : Carne de neon de Paco Cabezas : Pyra
- 2010 : Vidas pequeñas d'Enrique Gabriel : Celeste Espinosa
- 2011 : Memoria de mis putas tristes de Henning Carlsen : Casilda Armenta plus âgée
- 2012 : Miel de naranjas d'Imanol Uribe : Maria
- 2012 : Amaro amore de Francesco Henderson Pepe : Assunta
- 2012 : Blancanieves de Pablo Berger : Doña Concha
- 2013 : Lasting (Nieulotne) de Jacek Borcuch : Elena
- 2014 : Loin des hommes de David Oelhoffen : Señorita Martínez
- 2014 : Murieron por encima de sus posibilidades d'Isaki Lacuesta : la mère d'Ivan
- 2015 : Nessuno si salva da solo de Sergio Castellitto : Lea
- 2015 : Internet Junkie d'Alexander Katzowicz
- 2016 : Tini : La Nouvelle Vie de Violetta (Tini : El gran combio de Violetta) de Juan Pablo Buscarini : Isabella Juarez
- 2017 : El otro hermano d'Isabel Adrian Caetano : Marta
- 2017 : El ultimo traje de Pablo Solarz : Maria
- 2018 : Animas de Laura Alvea et José Ortuño : Karla
- 2018 : L'uomo che compro la luna de Paolo Zucca : Teresa
- 2018 : All You Ever Wished For de Barry Morrow : Signora Corvo
- 2018 : L'Arbre de sang (El arbol de la sangre) de Julio Medem : Julieta
- 2018 : Me llamo Gennet de Miguel Angel Tobias : Pilar Gomez
- 2019 : Un tiempo precioso de Miguel Molina : voix
- 2021 : Charlotte de Simon Franco : Charlotte
- 2022 : La Pietà (La piedad) d'Eduardo Casanova : Lili
- 2022 : Cet été-là d'Éric Lartigau : Pepe
- 2023 : L'ordine del tempo de Liliana Cavani : Soeur Raffaella
- 2024 : Yo no soy esa de Maria Ripoll : Angela âgée
- 2024 : The Return, le retour d'Ulysse (The Return) d'Uberto Pasolini : Euryclée
- 2024 : Polvo serán de Carlos Marqués-Marcet : Claudia
- 2024 : Le Dernier Souffle de Costa-Gavras : Estrella
- 2024 : Cosmos de Germinal Roaux : Lena
- 2025 : Milarepa de Louis Nero : Khulan

### Télévision
- 1990 : La Caverne de la rose d'or (La sorcière blanche et le chevalier blanc)
- 1991 : Les Démoniaques de Pierre Koralnik
- 1997 : Le Baiser sous la cloche de Emmanuel Gust
- 2004 : Imperium : Nerone de Paul Marcus - Domitia
- 2007 : La Commune (série télévisée française) de Philippe Triboit et Abdel Raouf Dafri
- 2013 : Anna Karénine de Christian Duguay : Comtesse Vronska
- 2014 : Velvet : Doña Elena/Isabel Navaros
- 2018 : Victor Hugo, ennemi d'État de Jean-Marc Moutout
- 2019 : Trois Noëls (Días de Navidad) : Valentina âgée
- 2020 : L'Autre Côté : Emilia Noval
- 2023 : Filles du feu de Magaly Richard-Serrano : Gratianne
- 2023 : Icon of French Cinema (mini-série) de Judith Godrèche

## Distinctions

### Récompenses
- 1978 : Fotogramas de Plata de la meilleure actrice de cinéma pour Camada negra
- 1980 : Fotogramas de Plata de la meilleure actrice de cinéma pour El corazón del bosque
- 1986 : David di Donatello de la meilleure actrice pour Camorra (Un complicato intrigo di donne, vicoli e delitti).
- 1986 : Prix de la meilleure actrice au Festival international du film de Saint-Sébastien pour L'Autre moitié du ciel
- 1987 : Fotogramas de Plata de la meilleure actrice de cinéma pour L'Autre moitié du ciel, El río de oro et Lola
- 1998 : Fotogramas de Plata de la meilleure actrice de cinéma pour En chair et en os et Oedipo alcalde
- 2002 : Médaille d'or du mérite des beaux-arts par le Ministère de l'Éducation, de la Culture et des Sports[5]
- 2013 : Prix Gaudí du meilleur personnage féminin pour Blancanieves

### Nominations
- 1987 : Goya de la meilleure actrice pour L'Autre moitié du ciel
- 1989 : Goya de la meilleure actrice pour Luces y sombras
- 1990 : Goya de la meilleure actrice pour Las cosas del querer
- 1998 : Goya de la meilleure actrice dans un second rôle pour En chair et en os
- 2013 : Goya de la meilleure actrice dans un second rôle pour Blancanieves